# BRIO
BRIO es una empresa de juguetes de madera fundada en 1884 en la localidad de Boalt en Escania (Suecia) por el fabricante de cestas Ivar Bengtsson.
La sede central se encuentra en la ciudad de Malmö desde 2006 y es parte del grupo Ravensburger desde 2015.
En 1908 los tres hijos de Ivar relevaron a su padre y la rebautizaron con el nombre de "BRIO", acrónimo  de "BRöderna" ('los hermanos'), Ivarsson y Osby. 

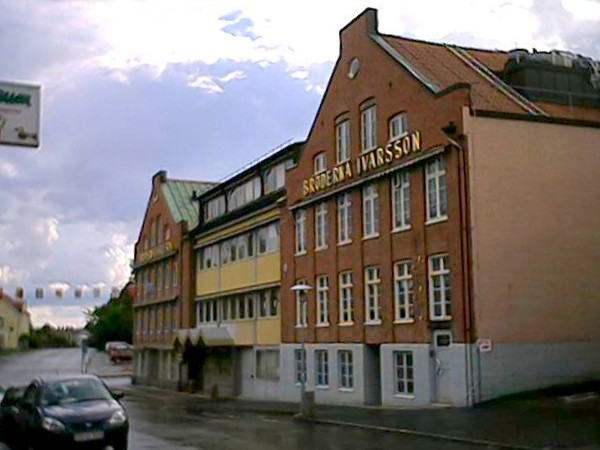
El antiguo edificio BRIO en Osby

En 1984, la empresa abrió el museo de juguetes BRIO Lekoseum, del sueco "leka" que significa "jugar". Aquí se exponen tanto productos propios como los de otras empresas, por ejemplo las muñecas Barbie y los modelos a escala de ferrocarriles Märklin. Asimismo, en este museo se permite a los niños jugar con algunos de los juguetes. Desde finales de 2014, el museo es una fundación independiente.

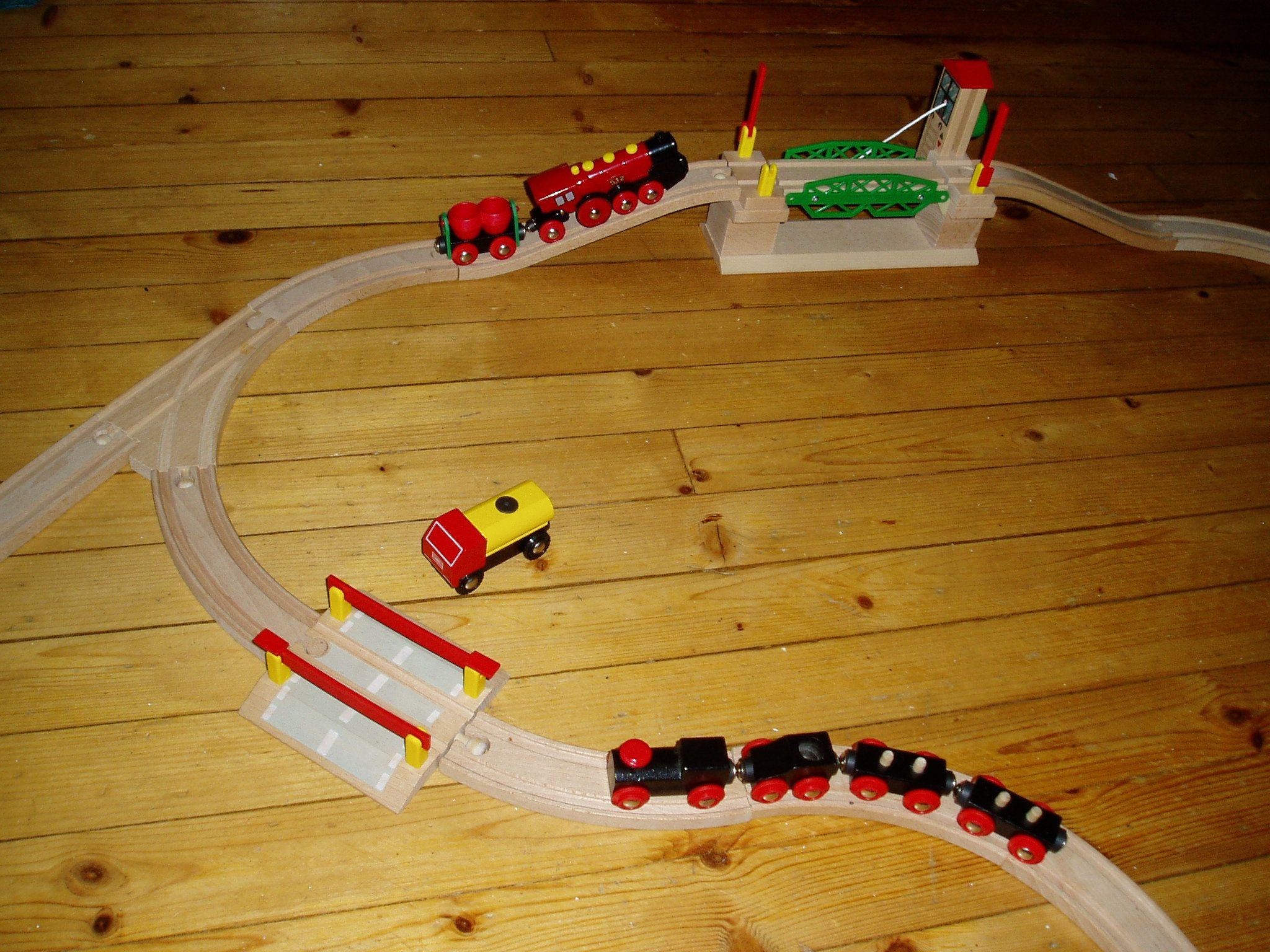
Trenes y raíles de madera BRIO

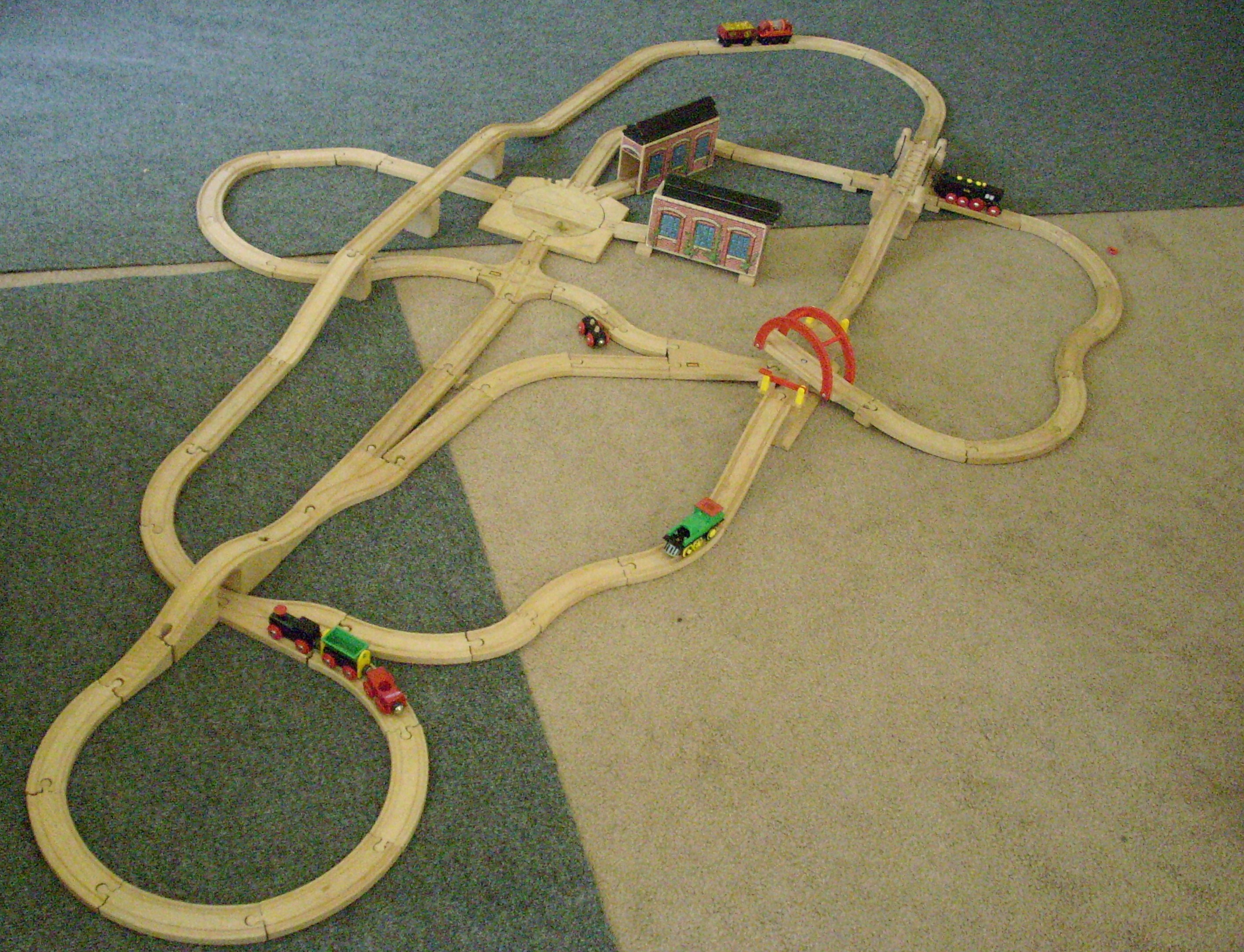
Raíl y trenes de madera de BRIO

Los trenes de juguete de madera juguete se venden en Europa desde 1958. La mayoría de ellos no están motorizados y son aptos para uso infantil. Los vagones se conectan con imanes y son fáciles de manipular. En los últimos años, se ha añadido baterías y control remoto a algunos de los modelos de trenes.
BRIO es proveedor de la Corte Real de Suecia desde la década de los años 40. En 2012 la princesa heredera Victoria eligió un cochecito azul de BRIO diseñado especialmente para su pequeña hija, la princesa Estelle.

## Historia
- 1884: Ivar y su esposa Sissa Persdotter se mudan a un pueblo cerca de Osby donde venden cestas de madera.[5]
- 1902: Ivar y su familia su mudan a Osby. La empresa se expande y el catálogo de productos crece.
- 1907: el catálogo de productos asciende a un total de 170, y se produce el primer juguete: el caballo de Osby.
- 1908: Ivar y Sissa pasan la empresa a sus hijos Viktor, Anton y Emil, que la rebautizan con el nombre de BRIO.
- 1920: la empresa comienza a importar cochecitos de bebé alemanes.
- 1934: nace el logo de BRIO que se empieza a utilizar en determinados productos, como por ejemplo en los camiones de juguete de madera.
- 1947: BRIO comienza a producir sus propios cochecitos para bebé. La escasez de productos durante la guerra fue una de las razones por la cual BRIO invierte en la manufactura de estos productos.
- 1958: se lanzan el ferrocarril en miniatura, el perro salchicha (Dachshund) y el payaso apilable.
- 1984: Abre el museo de juguetes BRIO Lekoseum en sus antiguos almacenes en Osby.
- 2004: Proventus AB se convierte en el propietario mayoritario.[6]
- 2013: en mayo de este año se vende la división de carritos de bebé a la empresa británica Britax.[7]
- 2015: el Grupo Ravensburger adquiere BRIO el 8 de enero de 2015.